# Sarbanissa catocalina
Sarbanissa catocalina là một loài bướm đêm trong họ Noctuidae.